# IC 2602
IC 2602 (také známá jako Southern Pleiades
(Jižní Plejády), Theta Carinae Cluster nebo Caldwell 102) je jasná a nápadná otevřená hvězdokupa v jižním souhvězdí Lodního kýlu, která se na jižní obloze nachází na jižním okraji Mléčné dráhy. Objevil ji francouzský astronom abbé Nicolas-Louis de Lacaille v roce 1752. Svoje jméno získala díky svému vzhledu a velké jasnosti, díky které vypadá podobně jako známá severní hvězdokupa Plejády.
Patří k nejjasnějším otevřeným hvězdokupám, na obloze jižní polokoule je dokonce nejjasnější hvězdokupou a v oblasti jižního pásu mírného podnebí je cirkumpolární, takže je viditelná celý rok, a to pouhým okem, v oblasti bohaté na hvězdokupy a mlhoviny.
Její hlavní hvězda, θ Carinae, tvoří nejsevernější vrchol asterismu známého jako Diamantový kříž.
Vzdálenost hvězdokupy, která je přibližně 525 světelných let, a její vlastní pohyb naznačují, že patří do OB asociace Štír-Kentaur, což je poměrně mladá a jasná skupina hvězd dobře viditelná na jižní obloze, jejíž poloha je mírně odkloněná od roviny galaktického disku.

## Pozorování

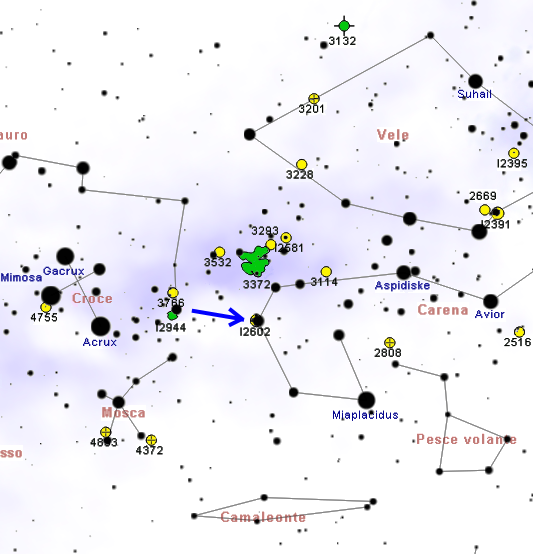
Poloha IC 2602 v souhvězdí Lodního kýlu

Deklinace hvězdokupy IC 2602 je -64°, takže je na severní polokouli pozorovatelná pouze v tropických oblastech a severně od nich již není pozorovatelná, protože zůstává stále pod obzorem. V mnoha oblastech jižní polokoule, jako je jižní Amerika, jižní Afrika a velká část Austrálie, je naopak cirkumpolární.
Na obloze ji můžeme velmi snadno najít v nejvýchodnější části souhvězdí, pár stupňů jižně od jasné jižní Mléčné dráhy, v místě bohatém na hvězdy 5. a 6. magnitudy. Pouhým okem je možné rozeznat několik slabých hvězd východně od modré hvězdy θ Carinae, které hvězdokupě dodávají rozostřený a mlhovinný vzhled. Tvar hvězdokupy vzdáleně připomíná otisk kočičí stopy, kdy tři východní hvězdy představují čtyři hlavní prsty, θ Carinae tvoří dlaň a hvězda severně od ní tvoří palec. θ Carinae také tvoří nejsevernější vrchol asterismu známého na jižní polokouli jako Diamantový kříž, který je natočený podobně jako sousední souhvězdí Jižního kříže, i když je tento asterismus méně jasný a více protažený než dané souhvězdí.
Nejlepší přístroj k pozorování hvězdokupy je triedr 10x50 nebo ještě lépe malý hvězdářský dalekohled, protože při větším zvětšení není vidět celá najednou. Rozmístění jejích hlavních hvězd, soustředěných vedle nejjasnější hvězdy, připomíná Plejády v souhvězdí Býka, i když je trochu menší. V amatérských astronomických dalekohledech o průměru 80 až 100 mm je možné mezi jejími hlavními hvězdami rozeznat velké množství malých hvězd, z nichž většina má spíše nažloutlou barvu.

## Historie pozorování
V novověku tuto hvězdokupu poprvé pozoroval Nicolas-Louis de Lacaille 3. března 1752 během svého pobytu v Kapském Městě a zařadil ji do svého katalogu vydaného v roce 1755, ve kterém ji označil jako Lacaille II.9. De Lacaille ji také přirovnal k Plejádám
a dodnes tak bývá označována jako Jižní Plejády. Hvězdokupu také označil jménem Theta Argus, což je staré označení hvězdy θ Carinae, protože tehdy ještě nebylo souhvězdí Lodi Argo rozděleno na tři menší souhvězdí: Plachty, Lodní záď a Lodní kýl. Této hvězdě přiřadil 3. magnitudu a celý objekt označil za hvězdokupu s mlhovinou.
Díky precesi zemské osy byly ve starověku Jižní Plejády, stejně jako celá jižní část Mléčné dráhy, viditelné nad obzorem i v oblasti kolem Středozemního moře. Proto je možné, že hvězdokupu znali staří Řekové i Římané, ale žádná zmínka se o tom nedochovala. V průběhu staletí se jižní nebeský pól přiblížil k Mléčné dráze a hvězdokupa tak získala mnohem jižnější deklinaci. Jižní Plejády se nachází v pásu oblohy mezi hodnotou rektascenze 6h a 18h, přičemž všechny objekty v tomto pásu postupně získávají stále jižnější deklinaci (kromě oblasti kolem jižního pólu ekliptiky). Tato část oblohy, do které postupně směřuje zemská osa, získává jižnější deklinaci, zatímco opačná strana oblohy začne být viditelná i v mnohem severnějších oblastech.
Za přibližně 4 000 let se bude tento objekt nacházet několik málo stupňů od jižního nebeského pólu, čímž se stane cirkumpolárním na téměř celé jižní polokouli a na severní polokouli nebude vůbec viditelný, kromě oblastí těsně u rovníku. Potom se bude směr zemské osy přibližovat k oblasti kolem hvězdy Canopus a od Jižních Plejád se vzdálí, takže opět začnou být viditelné i ze severnějších deklinací.

## Vlastnosti

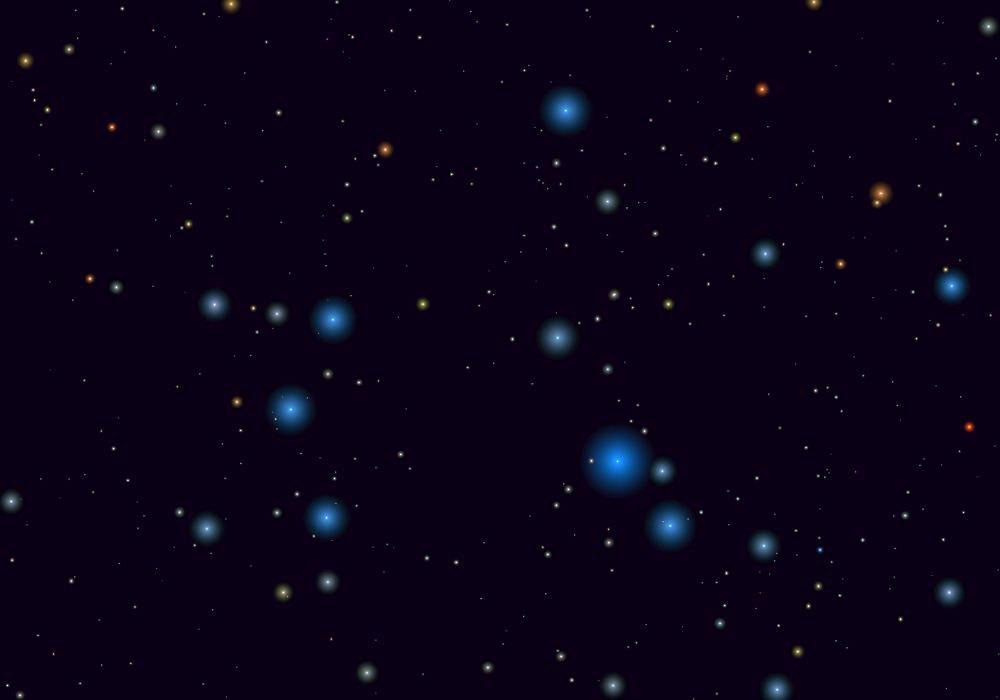
Podrobný pohled na hvězdokupu: převládá zde několik jasných modrých hvězd, zatímco menší hvězdy jsou méně jasné.

Hvězdokupa obsahuje kolem 150 mladých hvězd,
přitom všechny patří do hlavní posloupnosti a na průzračné tmavé obloze je sedm z nich viditelných pouhým okem.
Hlavním rysem hvězdokupy je zřetelné dělení nacházející se mezi obloukem hvězd viditelných ve východní části, který je tvořen třemi hvězdami páté magnitudy a mnoha dalšími méně jasnými, a západní skupinou, která není tak bohatá, ale obsahuje hlavní hvězdu, modrého obra θ Carinae s vizuální magnitudou 2,74. Mezi složkami hvězdokupy můžeme také pozorovat jednu proměnnou hvězdu typu Gama Cassiopeiae, která se označuje jako HD 92938 nebo V518 Carinae, nachází se jihozápadně od θ Carinae a z nejjasnějších hvězd je u ní nejblíže.
Celková magnituda hvězdokupy je 1,9. Pokud zvážíme, že Plejády mají magnitudu 1,6, jsou Jižní Plejády o 39 % méně jasné než Plejády v Býku. Stáří hvězdokupy je kolem 30 milionů let.
Na rozdíl od Plejád se v této hvězdokupě nenachází žádné stopy mlhoviny. Hvězdy a otevřené hvězdokupy vznikají v molekulárních mračnech,
což by mohlo vést k myšlence, že nepřítomnost mlhoviny v Jižních Plejádách může naznačovat větší stáří než jaké má její protějšek na severní obloze.
Ovšem nedávný průzkum ukázal, že mlhovina pozorovaná v Plejádách není pozůstatkem mračna, ze kterého hvězdokupa vznikla, ale je to nezávislá soustava mlhovin, kterou hvězdokupa v současnosti pouze prochází.

## Vzdálenost

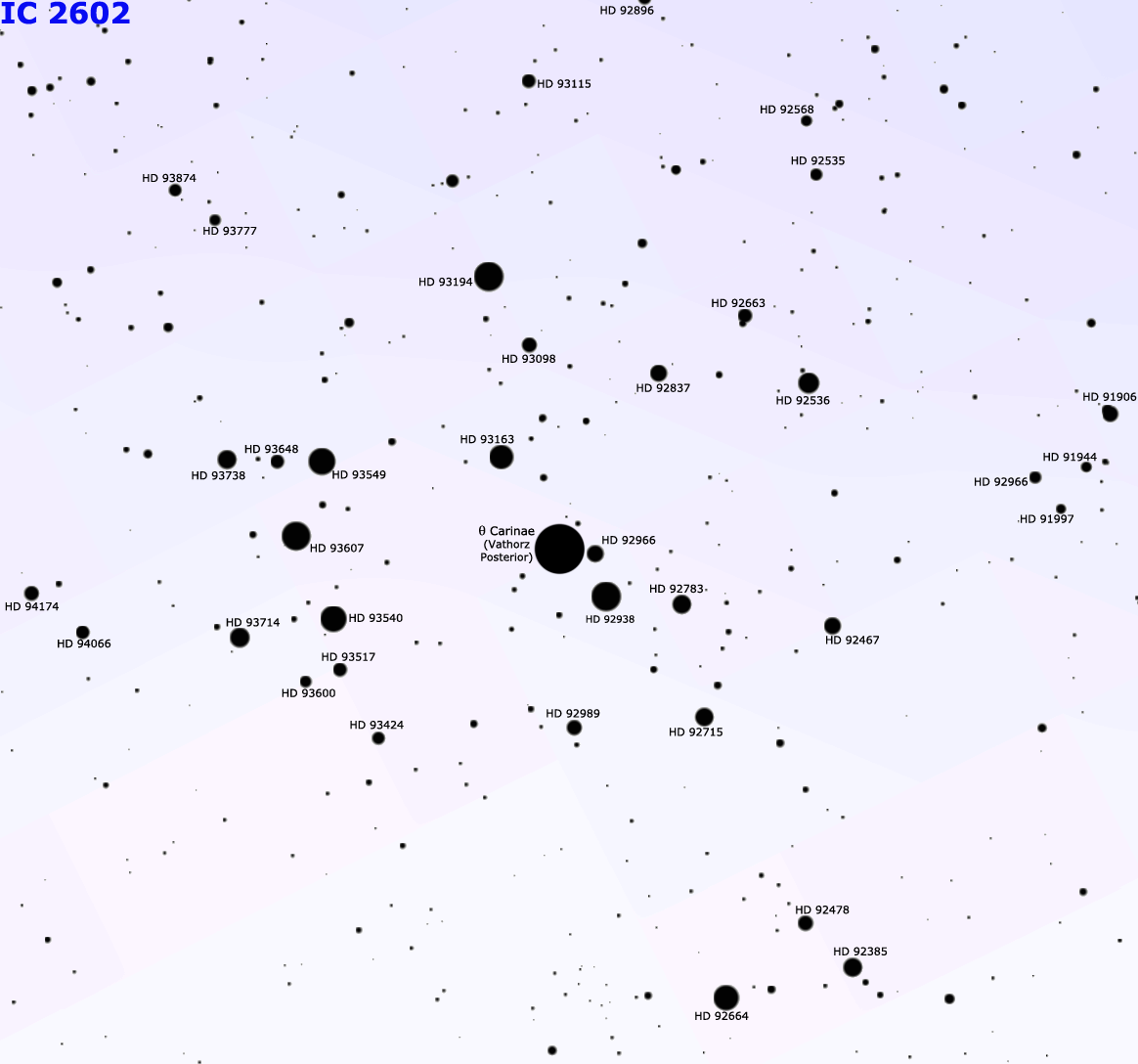
Podrobná mapa hvězdokupy IC 2602.

V průběhu času byla mnohokrát odhadována vzdálenost tohoto objektu, ale její hodnoty se velmi lišily a většinou byly nadhodnocené. Satelit Hipparcos poskytl hodnotu 479 světelných let (146 pc) od sluneční soustavy a tato hodnota je vědeckou obcí považována za nejpřesnější. Podle této hodnoty je hvězdokupa o 70 světelných let vzdálenější než Plejády a od hvězdokupy Jesličky je vzdálená 30 světelných let. Všechny tyto hvězdokupy se nachází v tomtéž rameni galaxie, ve kterém sídlí také Slunce, tedy v rameni Orionu. Výpočet absolutní magnitudy z jejich vzdálenosti ukazuje, že Plejády na severu a Jižní Plejády mají stejný zářivý výkon. Radiální rychlost hvězdokupy je rovna 19,01 km s−1, což znamená, že skutečná vzdálenost mezi Jižními Plejádami a sluneční soustavou se stále zvětšuje.

## Rentgenový průzkum
Jižní Plejády, podobně jako jiné mladé hvězdokupy, jsou předmětem výzkumu mnoha hvězdáren; například astronomická observatoř v Palermu (l'Osservatorio Astronomico di Palermo - OAPA) v ní zkoumá hojnost a nedostatek lithia během vývoje hvězd hlavní posloupnosti.
Hvězdokupa neobsahuje modré hvězdy hlavní posloupnosti s magnitudou slabší než 8,7 a téměř zcela v ní chybí hvězdy spektrální třídy F.
Z třicítky hvězd, u nichž není potvrzena příslušnost ke hvězdokupě, jsou některé spektrální třídy F a mnoho dalších třídy G, tedy podobné Slunci, a většina z nich má devátou či desátou magnitudu. Mezi těmito hvězdami třídy G je sledována zejména HD 307928 (nazývaná také R58), což je mladá hvězda před vstupem na hlavní posloupnost, která se otáčí kolem vlastní osy s periodou 0,57 dne.
Před uskutečněním projektu ROSAT, který se zabýval celkovou přehlídkou oblohy v oboru rentgenového záření, jsme měli nedostatek informací o hvězdách této a mnoha dalších důležitých hvězdokup jižní oblohy.
Tento průzkum hvězd v Jižních Plejádách pomohl určit typickou metalicitu hvězd v mladých otevřených hvězdokupách. Navíc, mnohem obecněji, umožnil projekt ROSAT mnohem přesněji zjistit, které malé hvězdy v zorném poli hvězdokupy jsou jejími skutečnými členy, a to skrze určení množství lithia v atmosférách těchto hvězd, měřením jejich doby rotace a aktivity jejich magnetického pole.
Další studie provedené v devadesátých letech 20. století hledaly optické protějšky některých rádiových zdrojů v této oblasti a určovaly, zda se zdroje nachází v této hvězdokupě.
Několik rádiových zdrojů bylo spojeno s červenými trpaslíky a zdá se, že další pochází z hvězd spektrální třídy G, které jsou podobné Slunci, a tím se potvrdilo, že tento typ hvězd je ve fázi před hlavní posloupností.

## Příslušnost kOB asociaci Štír-Kentaur

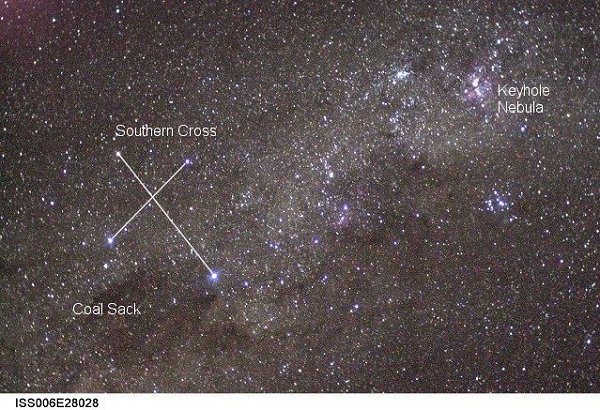
Hvězdokupa Jižní Plejády, viditelná v pravé části fotografie pod mlhovinou Carina (označenou jako Keyhole Nebula); v levé části snímku je vidět souhvězdí Jižního kříže a mlhovina Uhelný pytel. Oblast oblohy, ve které se hvězdokupa nachází, je téměř zcela zakryta skupinou temných mlhovin, které skrývají jasnou zář Mléčné dráhy procházející napříč snímkem.

V šedesátých letech 20. století se vynořila myšlenka, že by tato hvězdokupa mohla být součástí OB asociace Štír-Kentaur, ke které patří většina hvězd spektrální třídy O a B pozorovatelných mezi souhvězdím Štíra a Kentaura. Tato asociace je skloněná vzhledem k rovině galaktického disku a podle směru pohybu jejích hlavních hvězd se zdá, že postupuje směrem k Jižním Plejádám. Kromě toho velikost radiální rychlosti hvězdokupy, která v současnosti dosahuje +24 km/s, je srovnatelná s rychlostí členů asociace, kteří se nacházejí v této části oblohy. Hodnota vzdálenosti hvězdokupy je podle satelitu Hipparcos 146 pc, což se shoduje s odhadovanou střední vzdáleností členů asociace, která je 150 pc. Stáří asociace, určené podle hvězd hlavní posloupnosti třídy B, se odhaduje na 15 až 20 milionů let, tedy podobné jako stáří hvězdokupy, která je tedy pravděpodobně místním zhuštěním této asociace.

## Okolí hvězdokupy
Oblast oblohy, ve které se hvězdokupa nachází, se zdá být silně zastíněná značným počtem temných mlhovin. I když se hvězdokupa na obloze nachází pouze pár stupňů od galaktického rovníku, stopa Mléčné dráhy je zde nezřetelná a ukazuje se až o několik stupňů severněji. Tyto temné mlhoviny vytváří silně nerovnoměrnou skupinu a většinou jde o malé oddělené celky, ale vyskytují se zde tak hojně, že zcela zakrývají Mléčnou dráhu a objekty, které se za mlhovinami nacházejí. I když tyto mlhoviny nepředstavují sourodou oblast vzniku hvězd, na několika místech zde hvězdy vznikají.
Mezi mlhovinami se v této oblasti nachází také objekty DC289.3-2.8, DC289.9-3.2 a DC287.1+2.4, což jsou malé tmavé chomáče, které vydávají infračervené záření.
Méně než 1 stupeň jižně od Jižních Plejád se nachází další otevřená hvězdokupa s názvem Melotte 101. Je to také mladá hvězdokupa jejíž členové se nachází v horní části Hertzsprungova–Russellova diagramu a jsou to tedy horké hvězdy modré barvy. Tato hvězdokupa je silně zastíněna prachem mezihvězdného prostředí, který se zde nachází ve směru našeho pohledu, a i když ji vidíme velmi blízko Jižních Plejád, ve skutečnosti se nachází v mnohem větší vzdálenosti; její vzdálenost se odhaduje na 2,3 kpc, tedy 7 500 světelných let, a nachází se tedy v rameni Střelce, tedy v sousedním rameni blíže ke středu galaxie.

### Obecná témata
- Otevřená hvězdokupa
- Index Catalogue (IC)

### Podrobná témata
- Souhvězdí Lodního kýlu
- Rameno Orionu
- Plejády
- IC 2391 - otevřená hvězdokupa s podobnými vlastnostmi

### Obecné kapitoly
- O'MEARA, Stephen James. Deep Sky Companions: The Caldwell Objects. [s.l.]: Cambridge University Press, 2003. ISBN 0-521-82796-5. (anglicky)
- LADA, C. J., N. D. Kylafits. The Origin of Stars and Planetary Systems. [s.l.]: Kluwer Academic Publishers, 1999. ISBN 0-7923-5909-7. (anglicky)
- DE BLASI, A. Le stelle: nascita, evoluzione e morte. Bologna: CLUEB, 2002. ISBN 88-491-1832-5. (italsky)

### Podrobné kapitoly
- WHITEOAK, John B. A study of the galactic cluster IC 2602. S. 251. Monthly Notices of the Royal Astronomical Society [online]. 1961 [cit. 2016-06-24]. Roč. 123, s. 251. Dostupné online. (anglicky)
- MARSDEN, S.C., et al. Doppler Imaging and surface differential rotation of young poen cluster stars - I. HD 307938 (R58) in IC 2602. S. 711–724. Monthly Notices of the Royal Astronomical Society [online]. Royal Astronomical Society, květen 2005 [cit. 2016-06-24]. Roč. 359, čís. 2, s. 711–724. Dostupné online. (anglicky)
- RANDICH, S.; Pallavicini R.; Meola G., et al. Membership, Lithium and metallicity in the young open clusters IC 2602 and IC 2391: enlarging the sample. S. 862–878. Astronomy and Astrophysics [online]. Červen 2001 [cit. 2016-06-24]. Roč. 372, s. 862–878. Dostupné online. (anglicky)
- PROSSER, Charles F.; RANDICH, Sofia; STAUFFER, John R. Photometry in the open clusters IC 2602 and NGC 6475. S. 649. Astronomical Journal [online]. Srpen 1996 [cit. 2016-06-24]. Roč. 112, s. 649. Dostupné online. (anglicky)
- de Zeeuw, P.T.; Hoogerwerf, R.; de Bruijne, J.H.J., et al. A Hipparcos Census of Nearby OB Associations. S. 354–399. Astronomical Journal [online]. Leden 1999 [cit. 2016-06-24]. Roč. 117, čís. 1, s. 354–399. Dostupné online. (anglicky)

### Mapy hvězdné oblohy
- Toshimi Taki. Taki's 8.5 Magnitude Star Atlas [online]. 2005 [cit. 2016-06-24]. Dostupné v archivu pořízeném dne 2018-11-05. (anglicky) - Atlas hvězdné oblohy volně stažitelný ve formátu PDF.
- TIRION, RAPPAPORT, LOVI. Uranometria 2000.0 - Volume II - The Southern Hemisphere to +6°. Richmond, Virginia, USA: Willmann-Bell, inc., 1987. ISBN 0-943396-15-8.
- TIRION, SINNOTT. Sky Atlas 2000.0. 2. vyd. Cambridge, USA: Cambridge University Press, 1998. ISBN 0-933346-90-5.
- TIRION. The Cambridge Star Atlas 2000.0. 3. vyd. Cambridge, USA: Cambridge University Press, 2001. Dostupné online. ISBN 0-521-80084-6.